# Tractat de Sant Petersburg (1723)
El Tractat de Sant Petersburg de 23 de setembre [C.J. 12 de Setembre] de 1723 va concloure la Guerra russo-persa de 1722-1733 entre l'Imperi Rus i la Pèrsia Safàvida. Va ratificar la cessió forçosa per part de Pèrsia dels seus territoris en el Caucas septentrional, en el Caucas meridional, i el Nord de Derbent (Daguestan), Bakú, les terres circumdants respectives de Shirvan, així com les províncies de Gilan, Mazandaran, i Astarabad. El tractat a més especificava que el xa persa rebria tropes russes per assegurar l'estabilitat domèstica.
El signatari per part de l'Imperi Persa fou l'enviat Ismail Beg, qui hi havia estat enviat pel rei Tahmasp II personalment. Quan el text del tractat va ser portat a la capital provisional de Qazvin a l'Abril 1724 pel príncep rus Boris Meshcherskii, la població era ben conscient de les pretensions de Rússia. Revoltes populars van rebre Meshcherskii i els seus acompanyants amb amenaces violentes. Va ser rebut cerimoniosament per Tahmasp II, però aquest va rebutjar signar el tractat. Aquesta decisió va ser presa perquè era evident que els russos, a pessar de haver ocupat les províncies del nord, no estaven preparats per suposar un perill real a l'Iran. A més, Tahmasp II era conscient que eren incapaços de ajudar-li a expulsar els rebels afganesos. També hi ha una possibilitat que Tahmasp II era conscient de les negociacions secretes de Rússia amb l'Imperi Otomà, que van donar lloc al Tractat de Constantinoble (1724). Ismail Beg va fugir temint càstig si retornava, i va morir a l'exili en Astrakhan alguns vint anys més tard.
Tots els territoris conquerits van ser tornats a Pèrsia que, després de sofrir un canvi de govern, ara estava liderada per Nàdir Qoli Beg (més tard conegut com a Nàdir Xah) als anys 1732 i 1735 respectivament, sota els termes del Tractat de Resht i Tractat de Gandja, durant el regnat de l'Emperadriu Anna Ioannovna.